# 219 Thusnelda
219 Thusnelda è un asteroide della fascia principale del diametro medio di circa 40,56 km. Scoperto nel 1880, presenta un'orbita caratterizzata da un semiasse maggiore pari a 2,3541877 UA e da un'eccentricità di 0,2230861, inclinata di 10,84197° rispetto all'eclittica.
Il suo nome è dedicato a Thusnelda, moglie del capo germanico Arminio.